# Ciro Rodríguez Pinzón
Ciro Antonio Rodríguez Pinzón (San Calixto, 16 de febrero de 1966) es un ingeniero y político colombiano, actual Miembro de la Cámara de Representantes por Norte de Santander.
Es uno de los congresistas con más mandatos en el Congreso de Colombia, estando allí desde hace cinco legislaturas (20 años).

## Biografía
Nació en San Calixto, Norte de Santander, en febrero de 1966. Sus padres Rodrigo Rodríguez y Laid Pinzón se trasladan en el año 1976 a vivir en el municipio de Ocaña (Norte de Santander), lugar donde ha tenido su formación educativa básica, desarrollo empresarial y político. 
Está casado con Yaneth Sanguino Mora y tiene dos hijos: Laura Alejandra y Juan Camilo.

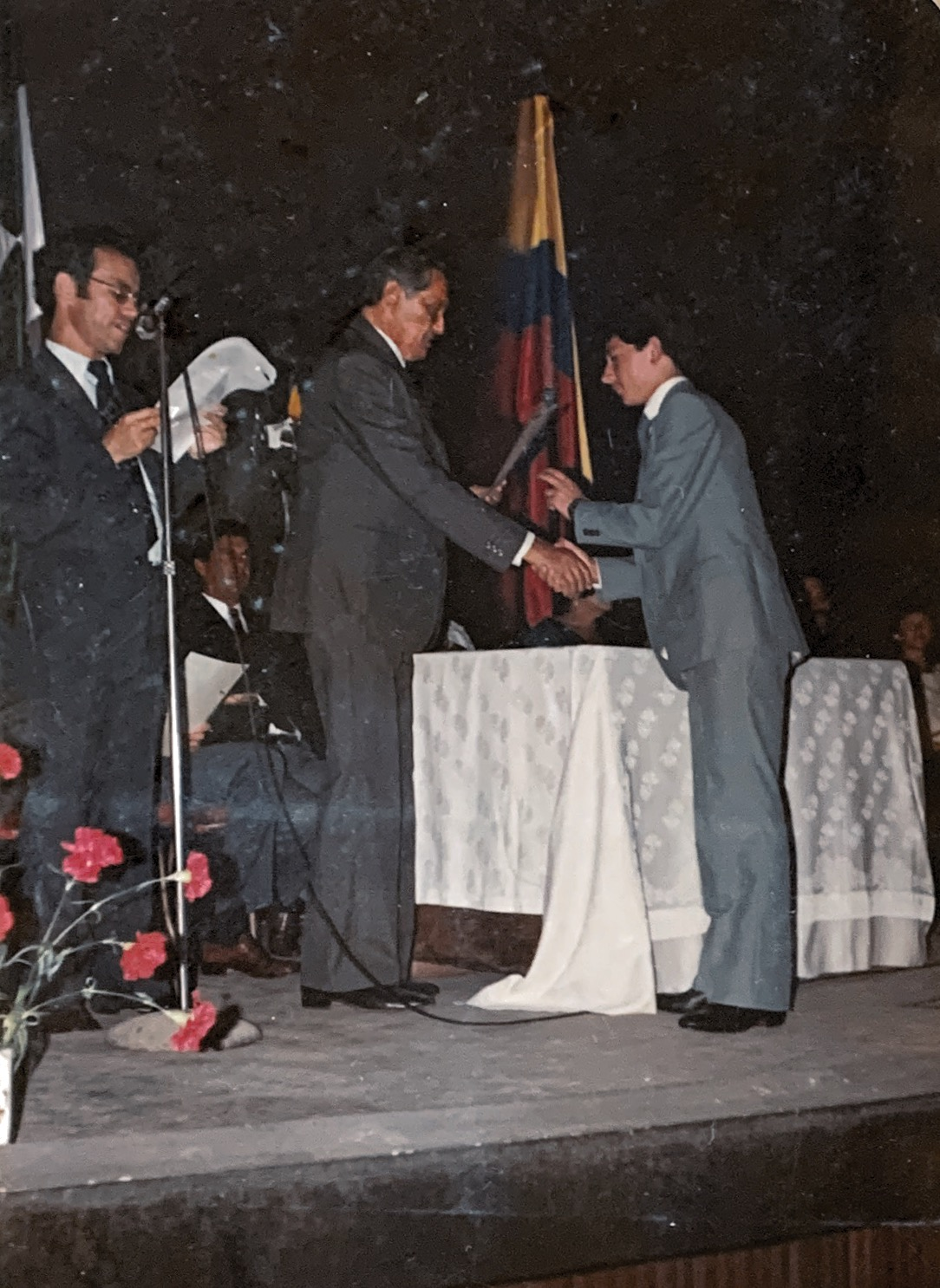
ITI, Ocaña 1983

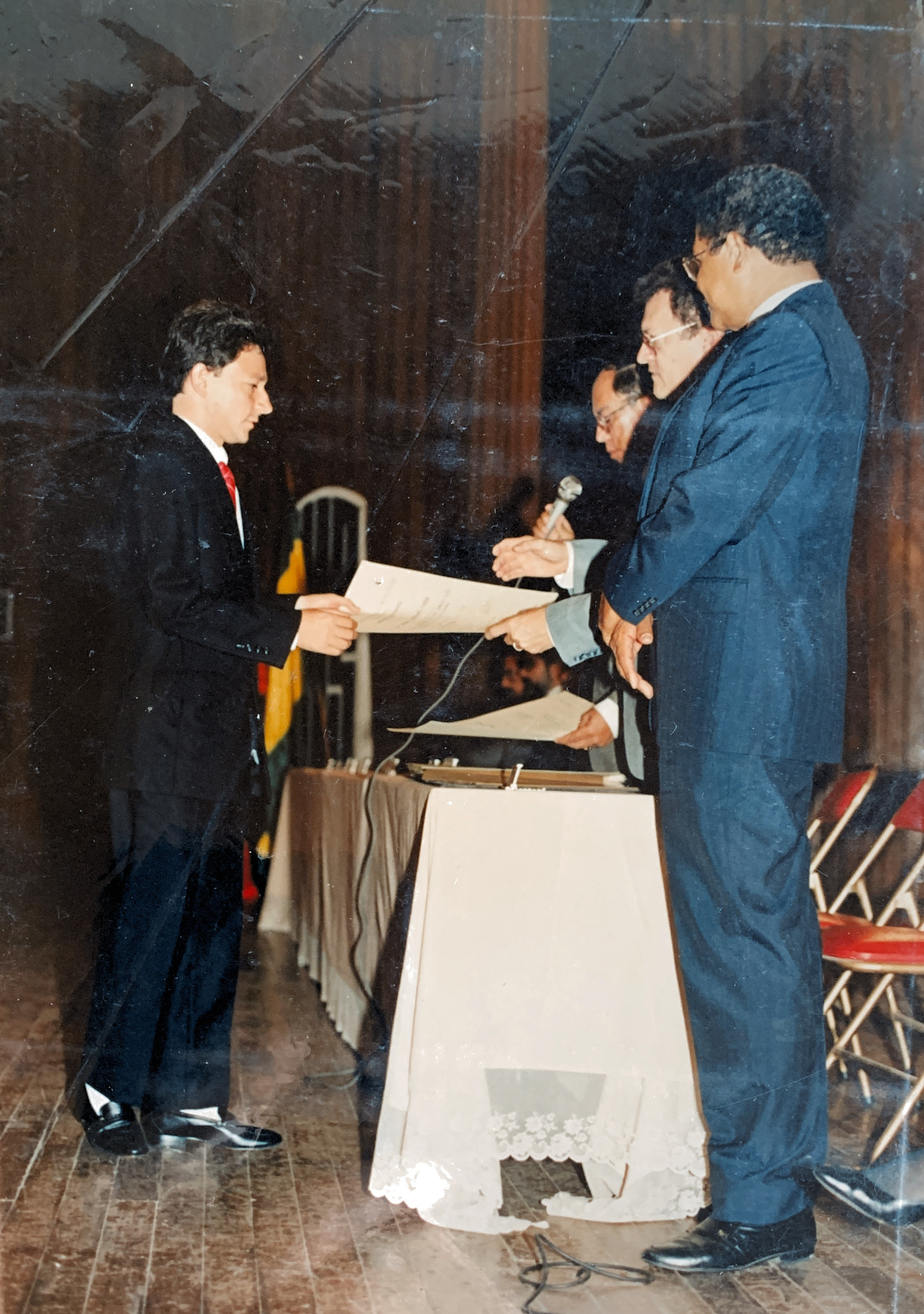
UIS, Bucaramanga 1990

Terminó la educación primaria en la Escuela Adolfo Milanés y el bachillerato en el Instituto Técnico Industrial Lucio Pabón Núñez. 

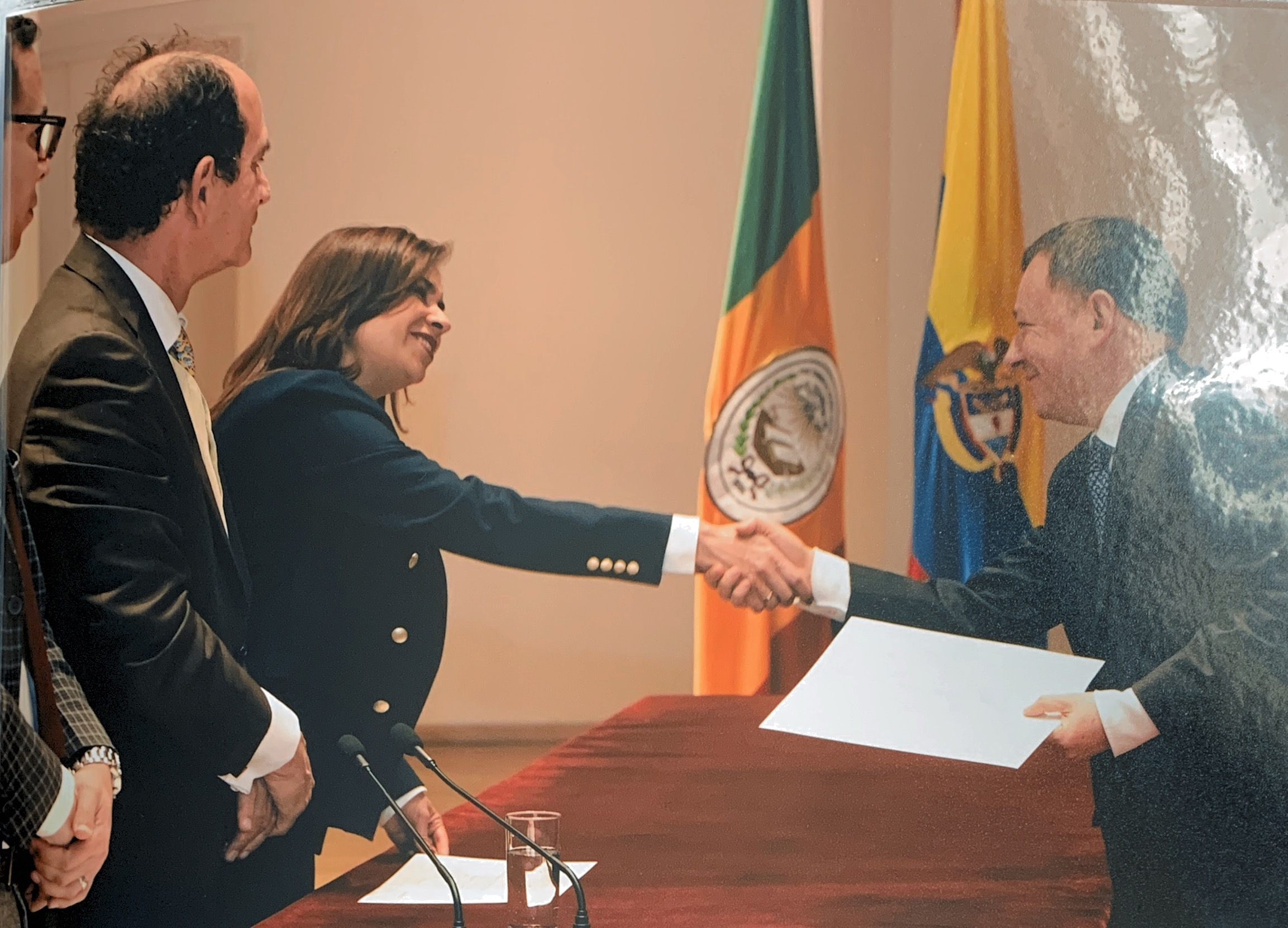
Universidad Externado, 2017

Estudió Ingeniería Eléctrica en la Universidad Industrial de Santander y posee una especialización en Gestión Pública de la Escuela Superior de Administración Pública y una en Gestión de Entidades Territoriales de la Universidad Externado de Colombia, misma institución de la cual tiene una Maestría en Derecho con énfasis en el Régimen Jurídico de Telecomunicaciones.
Realizó una visita de estudio para los niveles de trabajo oficiales del proyecto "Aportes para la ejecución del ICT, Plan Nacional de la República de Colombia en Koika, Seúl, Corea". 
Participó en el Taller de Gerencia de Campaña y Gobernanza Política del Foro Líderes del Sector Público en la George Washington University, igualmente asistió al programa de Alto Gobierno, Escuela de Gobierno de la Universidad de los Andes (Colombia)
Comenzó su carrera laboral como ingeniero en centrales eléctricas del departamento, primero en mantenimiento de subestaciones y luego en electrificación rural. 
En 1989, fundó la empresa Ingeniería En Potencia Eléctrica y Comunicaciones Ltda, Ingepec Ltda, a través de la cual llevó el servicio de televisión por cable a Ocaña fundando la televisión por suscripción de la ciudad y la televisión comunitaria Asucap TV SAN JORGE, que más adelante se extendió a Ábrego, La Playa de Belén, Hacarí, San Calixto, Convención, El Carmen y Río de Oro. 
En 1995 fundó el canal de televisión local TV Ocaña y en 1998 alcanzó la presidencia del equipo de fútbol local, Corpo-Ocaña, que jugó en la Primera C. En el año 1999 se llevó a cabo en el municipio de Ocaña el pentagonal final nacional de fútbol categoría Primera C.
Después de desarrollar su vida profesional y empresarial, inicia con un asumir responsabilidades en el sector público.

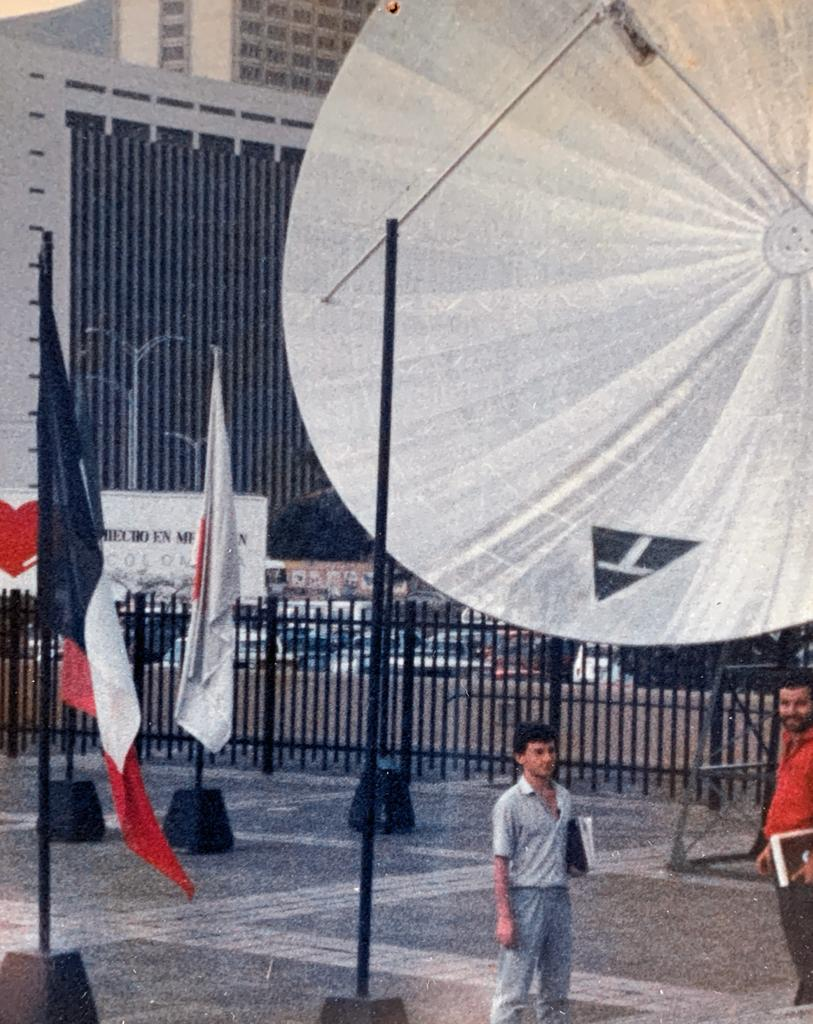
Inicios TV Satelital, 1989

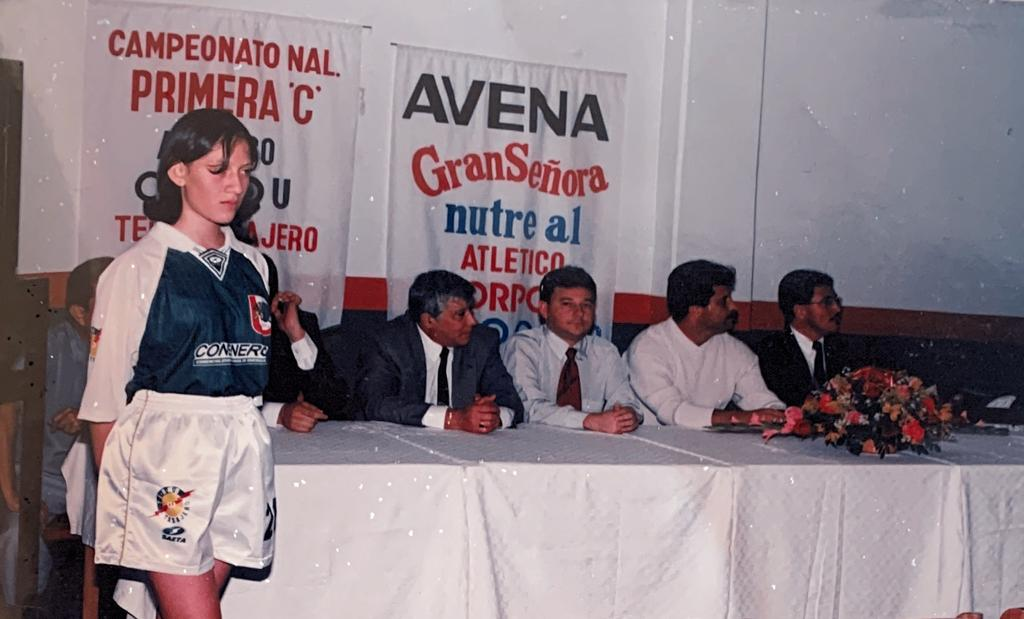
Pentagonal Final 1.ª Cat.,Ocaña 1998

En las elecciones legislativas de Colombia de 2002 fue elegido al Senado como suplente de Juan Manuel Corzo, a quien reemplazó en tres ocasiones en la Cámara Alta y estuvo durante un año como Senador de la República.

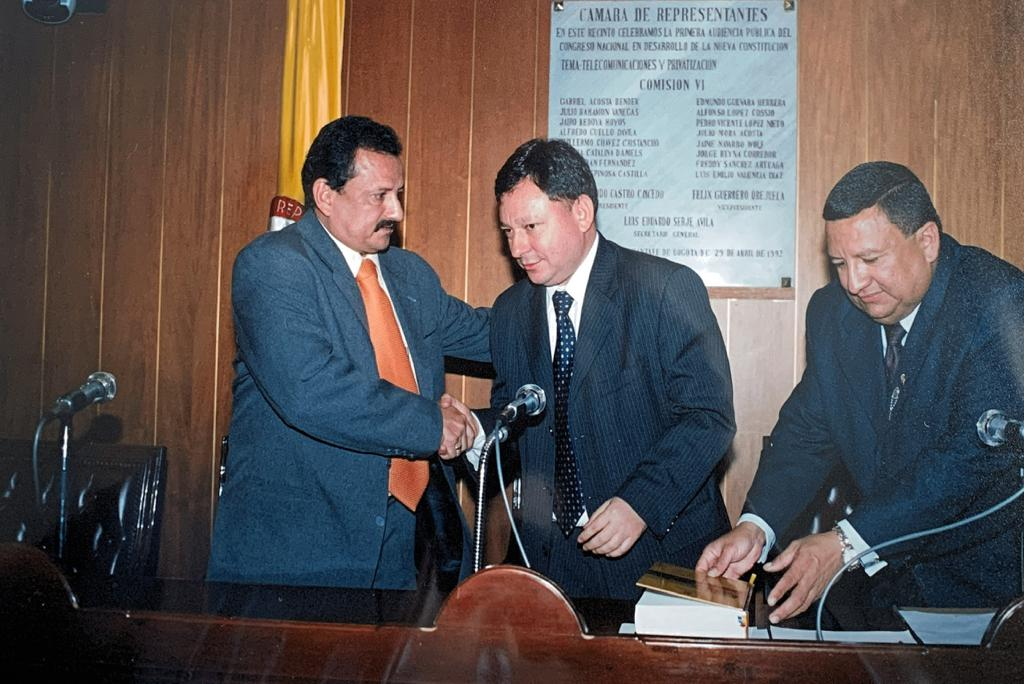
Presidencia Comisión VI

 En las elecciones de 2006 fue elegido Representante a la Cámara del Partido Conservador Colombiano por Norte de Santander, siendo elegido con 36.640 votos, la mayor votación del departamento. Fue sucesivamente reelegido con éxito en las elecciones de 2010 con 35.448 votos, en las de 2014 con 49.066 votos, en las de 2018 con 54.910 votos y en las de 2022 con 48.037 votos, en todas las ocasiones siendo de las más altas votaciones y la única representación que ha tenido la provincia de Ocaña y Región del Catatumbo durante los últimos años en la Cámara de Representantes.
En el Congreso es miembro de la Comisión Sexta de Transporte y Comunicaciones, desde la cual ha impulsado importantes cambios legislativos y de gestión en los sectores de Infraestructura de Transporte, Tecnologías de la Información y las Comunicaciones, Servicios Públicos Domiciliarios, Educación, Ciencia e Innovación, Turismo y Cultura.
En el período 2008 - 2009 fue Presidente de la Comisión Sexta de la Cámara de Representantes.

Ha sido miembro del Directorio Nacional Conservador.
1. INFRAESTRUCTURA DE TRANSPORTE

El transporte ha existido desde siempre en la cotidianidad de los pueblos, para la comunicación e integración de un país. Impacta el desempeño económico, los procesos productivos sectoriales y la vida social. En nuestro país las condiciones topográficas han dificultado el avance de sus infraestructuras y la interconexión de sus regiones.
El uso de la rueda significa un salto cualitativo fundamental que probablemente explique el avance de unos pueblos sobre otros, en la mayor parte de las culturas precolombinas aparece el disco, sea como calendario, pectoral, arete, escudo o motivo ornamental. Nuestra orfebrería presenta discos de rara belleza, pero ningún pueblo americano pasó de este a la rueda.
El Río Magdalena constituyó desde la época de la colonia la vía de comunicación de mayor importancia en Colombia, aseguraba los movimientos de exportación e importación entre el interior del país y los mercados internacionales por el Océano Atlántico, que desde 1880 empieza a complementarse con otros medios como el ferrocarril y el camión. La Carretera Central del Norte, entre Bogotá y Cúcuta fue la primera y más importante ruta de nuestro país que se está construyendo desde el año 1909. Con la promoción de la intermodalidad y por su menor costo, hoy nuevamente se han impulsado los modos de transporte fluvial y férreo que cuentan con gran capacidad para el transporte de carga pesada, además de presentar mayores eficiencias en consumo energético.
Los modos de transporte comprenden la infraestructura especializada para el tránsito de medios en el espacio aéreo, terrestre y acuático. El modo aéreo incluye la infraestructura aeronáutica y aeroportuaria; el modo terrestre, la infraestructura de carretera, férrea y por cable; y el modo acuático, la infraestructura marítima, fluvial y lacustre. Asimismo, los medios de transporte hacen referencia a los vehículos utilizados como aeronaves, camiones, automóviles, trenes, cables aéreos, bicicletas y embarcaciones que movilizan carga y pasajeros.Documento CONPES 3982/2020.
En Colombia, el modo carretero es el más representativo dentro del total de movilización de carga, con un 73,5 %; seguido por el modo férreo, con el 23,6 %; el modo fluvial con el 1,5 %; el cabotaje con un 1,3 %; y el modo aéreo con un 0,1 %. cabe resaltar que, al excluir el carbón y el petróleo de la matriz modal, se presenta la siguiente distribución: carretero 97 %, cabotaje 1,9 %, fluvial 0,9 %, aéreo 0,1 % y el férreo 0,1 %. Importantes cambios a tener en cuenta dentro de una política de transición energética y de descarbonización. 
Es fundamental seguir impulsando las concesiones de 5G, que además de promover la APP del Río Magdalena y el Plan Maestro Ferroviario, en el modo carretero podríamos tener culminada la Troncal del Norte con la Concesión Pamplona - Duitama. 
https://www.youtube.com/watch?v=QeDdYWCXmvA
Cuando llegamos al Congreso de la República encontramos una infraestructura de transporte no solo en nuestro departamento, sino a nivel nacional con bajos niveles de desarrollo, con poca conectividad, lo cual ha limitado el desarrollo de nuestras regiones, siendo la principal causa del aislamiento y de las diferencias de desarrollo entre regiones.
Desde el primer día en el Congreso de la República de Colombia, Ciro Rodríguez Pinzón comenzó a impulsar cambios legislativos que promovieran los diferentes modos de transporte en nuestro país, con la visión clara que en nuestro departamento la conectividad vial es su principal desafío. 
Conectar la Zona Fronteriza de Cúcuta, con todo el desarrollo multimodal que se genera a través del río Magdalena, y con el interior de país. Así como las regiones del Catatumbo y del Sarare, con gran riqueza agroindustrial y minero energética, a la dinámica social y económica de nuestro departamento.

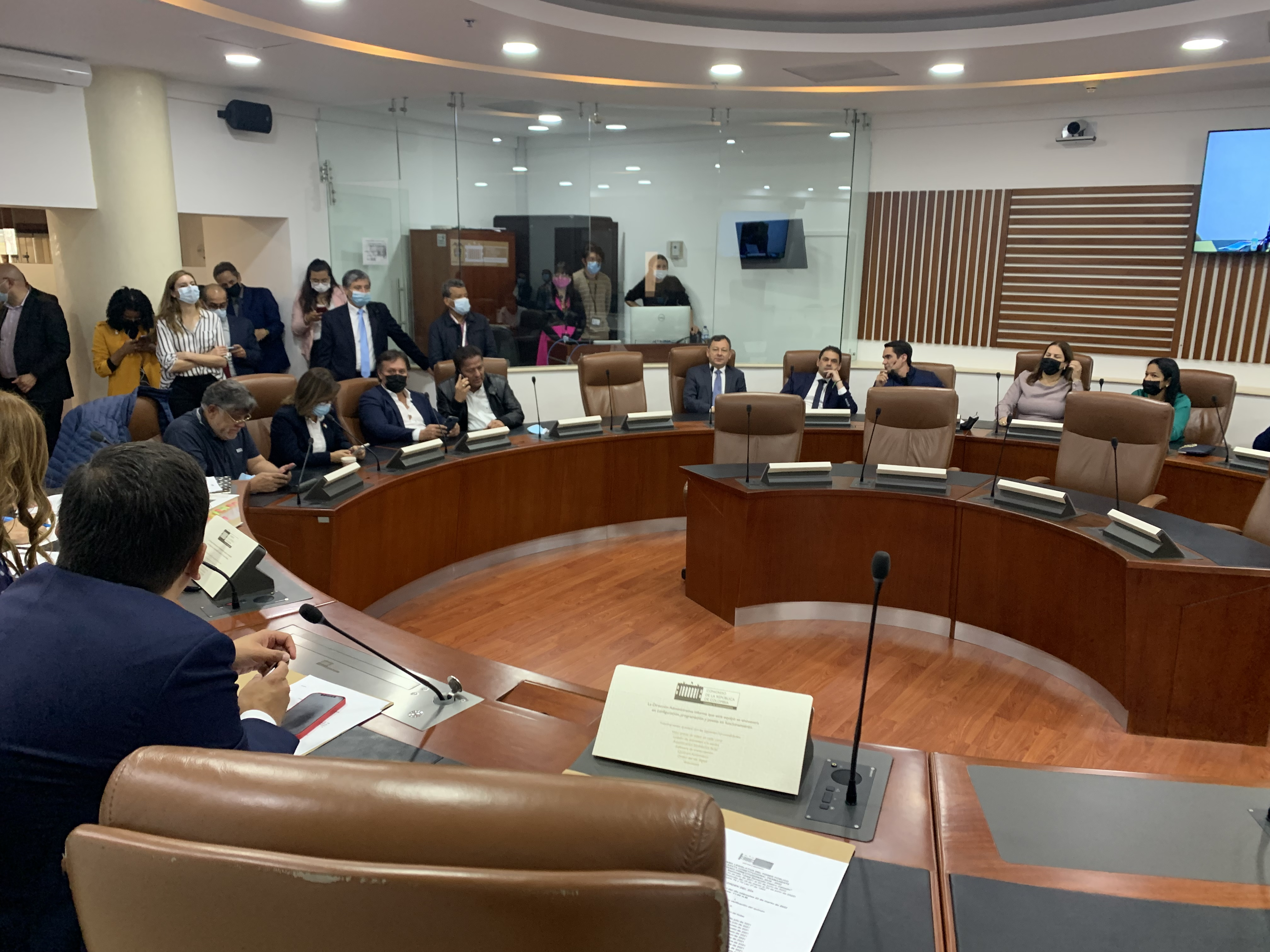

Desde la ruta que se trazó con la Ley 1 de 1991, de vincular la inversión privada en el desarrollo de la infraestructura, donde se modernizaron los puertos, algunas vías y aeropuertos; se impulsó la modernización al régimen jurídico e institucional del sector transporte, para superar el rezago de décadas en materia vial, aeroportuaria y fluvial, de tal manera que se impulse la inversión, la competitividad y la productividad de nuestro país.
La Ley 1508 de 2012, sobre asociaciones público-privadas, y la Ley 1682 de 2013, ley de infraestructura, que permitió el impulso de las concesiones de Cuarta Generación y la implementación del Plan Maestro de Transporte Intermodal 2015-2035 (PMTI), un derrotero de largo plazo que se concibió como una política de Estado que trasciende el ciclo político de los gobiernos, permite la estructuración de proyectos de infraestructura en cabeza de particulares, se elimina la posibilidad que consorcios o uniones temporales estructuren y desarrollen proyectos de este tipo, con el fin de limitar la responsabilidad de los patrocinadores del proyecto, se establece el concepto de unidad funcional y pago por disponibilidad, disposiciones dirigidas agilizar y facilitar la gestión predial, ambiental y de redes.
Estas reformas normativas e institucionales logran superar los errores en la estructuración técnica, financiera y legal de las tres anteriores generaciones de concesiones que precedieron a la cuarta generación de concesiones viales, cuyas características son:
- Primera Generación: En este período se adjudicaron once proyectos viales entre 1994 y 1997 por el recién creado Instituto Nacional de Vías (INVIAS), bajo el régimen jurídico del nuevo estatuto de contratación administrativa (Ley 80 de 1993). De este proceso se cuestiona que el Estado otorgó garantías de ingreso mínimo, tarifas de peajes artificialmente bajas, disposiciones no claras de asignación de riesgos del proyecto, lo que generó altos anticipos y adiciones al valor del contrato que se tuvieron que implementar para sacar adelante la fase constructiva.
- Segunda Generación: Se adjudicaron dos proyectos entre 1997 y 1999, a pesar de tener una mejor estructuración, equilibrio en la asignación de riesgos y fijación de un plazo variable del contrato asociado a la obtención por parte del concesionario de un ingreso esperado, las fallas en el proceso de estructuración se hicieron evidentes al proyecto adjudicado a COMMSA, el cual tuvo una declaratoria de caducidad, debido a la imposibilidad del concesionario de cumplir con los términos del proyecto con las condiciones económicas ofrecidas.
- Tercera Generación: Entre los años 2009 y 2010 se adjudicaron diez proyectos bajo la creación del Instituto Nacional de Concesiones (INCO), la Ley 1150 de 2007 y Documento Conpes 3045 de 1999, que sirvió de base para la estructuración de los contratos de concesión de esta generación. En esta generación se resalta el establecimiento del ingreso esperado como única variable de adjudicación, la distribución de los riesgos del proyecto y la fijación de un alcance básico del proyecto. No obstante, se siguieron presentando problemas como priorizar la intervención de tramos viales sin mayor valor estratégico y sin conectividad entre sí, esquema con bajos aportes de capital de los accionistas, poca inversión institucional y extranjera, la ausencia de incentivos para finalizar la construcción en tiempo y realizar una operación y mantenimiento de acuerdo con estándares apropiados, y se agudizo el problema de la renegociación de los contratos de concesión.
- Cuarta Generación: En el año 2010 se tomó la decisión de efectuar un cambio estructural en el plano institucional, normativo y de política pública en los esquemas de concesiones. Se creó la Agencia Nacional de Infraestructura (ANI), que es un órgano de carácter técnico, con la capacidad financiera, administrativa y operativa suficiente para estructurar, administrar y gestionar todos los proyectos de infraestructura de transporte y servicios conexos del orden nacional. La aprobación de las leyes de Asociación Público Privadas y de Infraestructura hizo posible la implementación de modificaciones estructurales en el esquema de los contratos de concesión. Y en materia de política pública, se aprobó el Documento Conpes 3760 de 2013, donde se establecieron lineamientos fundamentales para la estructuración de las concesiones viales. Estos cambios permitieron impulsar el programa de infraestructura de transporte más ambicioso en la historia de nuestro país, donde se lograron adjudicar entre los años 2013-2015 diecinueve concesiones viales, de las cuales con incidencia en Norte de Santander se adjudicaron las concesiones de Cúcuta - Pamplona, Pamplona - Bucaramanga y Ocaña - Gamarra Proyecto Ocaña - Gamarra. La principal modificación con respecto a las generaciones de concesiones anteriores que para seleccionar al constructor no solo se tienen en cuenta los requisitos técnicos, sino principalmente la acreditación de experiencia en la obtención de financiación de proyectos de infraestructura de gran envergadura y de capacidad financiera suficiente y necesaria para cumplir con los aportes de capital exigidos bajo el contrato de concesión, donde los cambios más importantes es que los proyectos se encuentran divididos en hitos de obra denominados unidades funcionales, existe una garantía de tráfico otorgada por la ANI expresada en términos de valor presente del recaudo de peaje proyectado, la retribución nace respecto de cada unidad funcional a partir de la suscripción del acta de terminación de unidad funcional correspondiente, el concesionario tiene la obligación de gestionar y obtener la financiación en firme y los recursos de patrimonio (equity) necesarios para ejecutar la totalidad de sus obligaciones, se cuenta con fórmulas de terminación del contrato y una clara distribución de los riesgos del proyecto.

*Quinta Generación: Los proyectos 5G se fundamentan en la intermodalidad y la sostenibilidad aplicada en cuatro niveles: el institucional, mediante la aplicación de estándares de gobernanza y de cooperación interinstitucional; el ambiental, para propender por una infraestructura residente al cambio climático; el económico y social, fomentando la inclusión y promoviendo la comunicación y el apoyo de las comunidades en las zonas de influencia de los proyectos; y el financiero, que garantiza las condiciones suficientes y necesarias para la obtención de la retribución de las obras. Dentro de los proyectos 5G para Norte de Santander se destacan las Vías Ocaña - Cúcuta y Duitama - Pamplona.
Los beneficios de este desarrollo vial han sido el ahorro en los tiempos de viaje, la disminución de los costos operacionales vehiculares y beneficios ambientales.
Las gestiones para el departamento Norte de Santander comprende: este informe de infraestructura de transporte contempla las inversiones en Norte de Santander, para proyectos de infraestructura de transporte hasta el año 2013. http://www.secretariasenado.gov.co/Respuestas/Informe%20de%20Infraestructura%20Norte%20de%20Santander.pdf

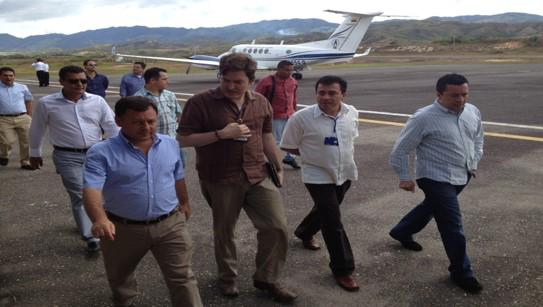
Aeropuerto Aguas Claras

a. Modo Aéreo

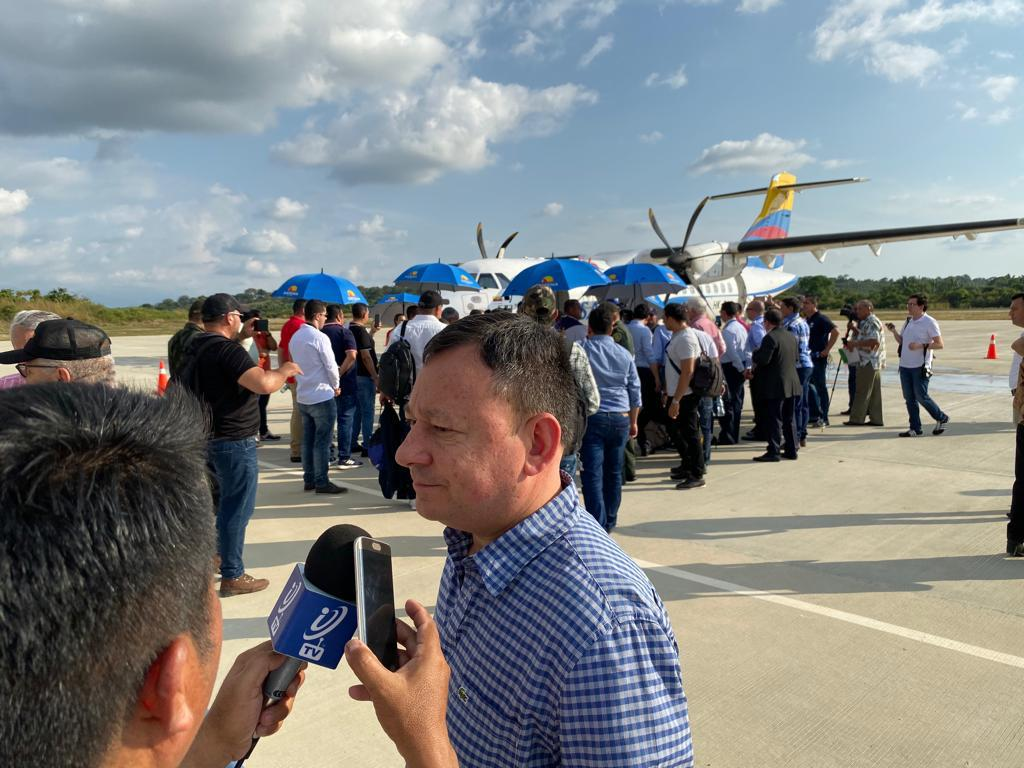
Aeropuerto Hacaritama

Se destacan la modernización del Aeropuerto Internacional Camilo Daza en Cúcuta, el aeropuerto Aguas Claras en Ocaña y el Aeropuerto Hacaritama en Aguachica, Cesar, quedando la provincia de Ocaña con dos Aeropuertos complementarios, para conectarse con su capital Cúcuta a través del Aeropuerto Aguas Claras y con el interior del país y la costa Caribe a través del aeropuerto Hacaritama.
b. Modo Carretero

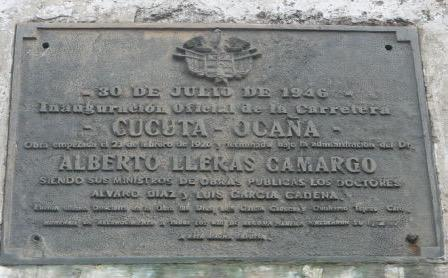

- La vía que conecta la zona fronteriza de Cúcuta, con los puertos del Caribe, es la vía Cúcuta – Ocaña – Agua Clara conocida como Ruta Nacional 70. La carretera se empezó a construir el 23 de febrero de 1920 y fue inaugurada oficialmente el 30 de julio de 1946. Su objetivo ha sido interconectar la zona fronteriza de Cúcuta con el desarrollo multimodal que se genera a través del Río Magdalena. Cuentan los historiadores que el recorrido se hacía en varias etapas: de Ocaña a Gamarra, en cable aéreo, siete horas aproximadamente; de este puerto a puerto Wilches, uno o dos días de navegación según el barco que acertara a subir. De Wilches a Bucaramanga, en auto ferro, saliendo al amanecer para llegar por la tarde. Y, finalmente, de dicha ciudad a Cúcuta en bus, en una no muy confortable jornada de unas doce horas de duración, por una carretera destapada. El viajero tenía otra opción, hacer el recorrido por el camino de herradura, a través de Villacaro, Bucarasica, Gramalote donde tomaba el bus hacia Cúcuta.
Desde su llegada a la Cámara de Representantes el 2O de julio de 2006 como miembro de la Comisión Sexta, ha sido un propósito dejar priorizadas inversiones que mejoren su movilidad y transitabilidad para este importante proyecto y así han quedado establecidos en los Planes Nacionales de Desarrollo de cada gobierno (artículo 129 de la Ley 1151 de 2007) y en el Plan Maestro de Transporte Intermodal 2015-2035 (PMTI), a la fecha se ha logrado la estructuración de este corredor vial como una vía de Quinta Generación y estar dentro del programa de Concesiones que aspiramos este gobierno las saque adelante. Además se han logrado gestionar las siguientes inversiones para este corredor vial: 

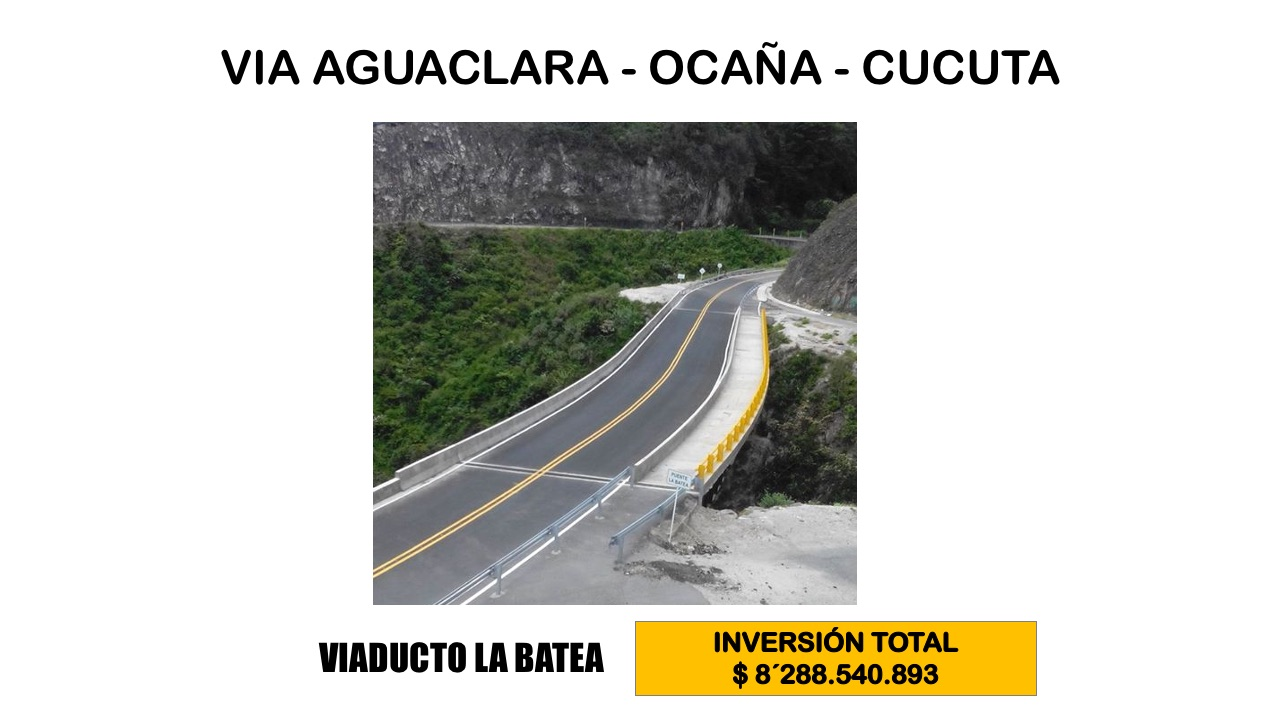

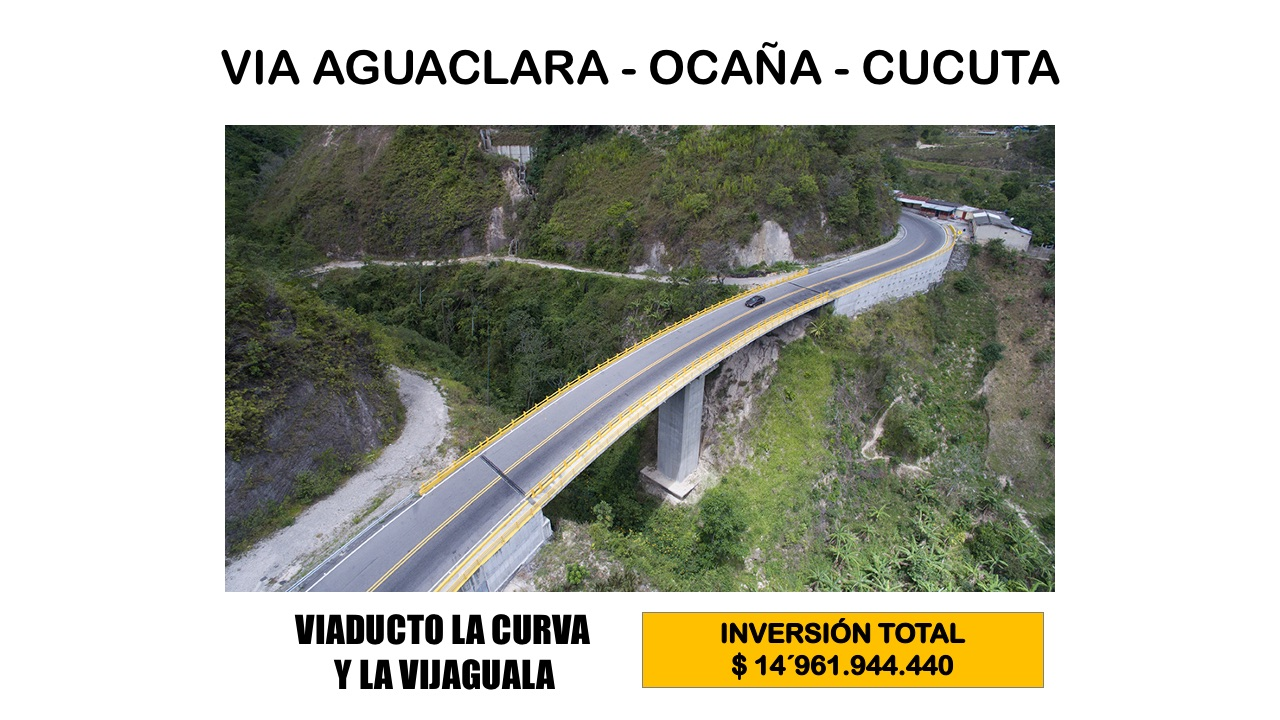

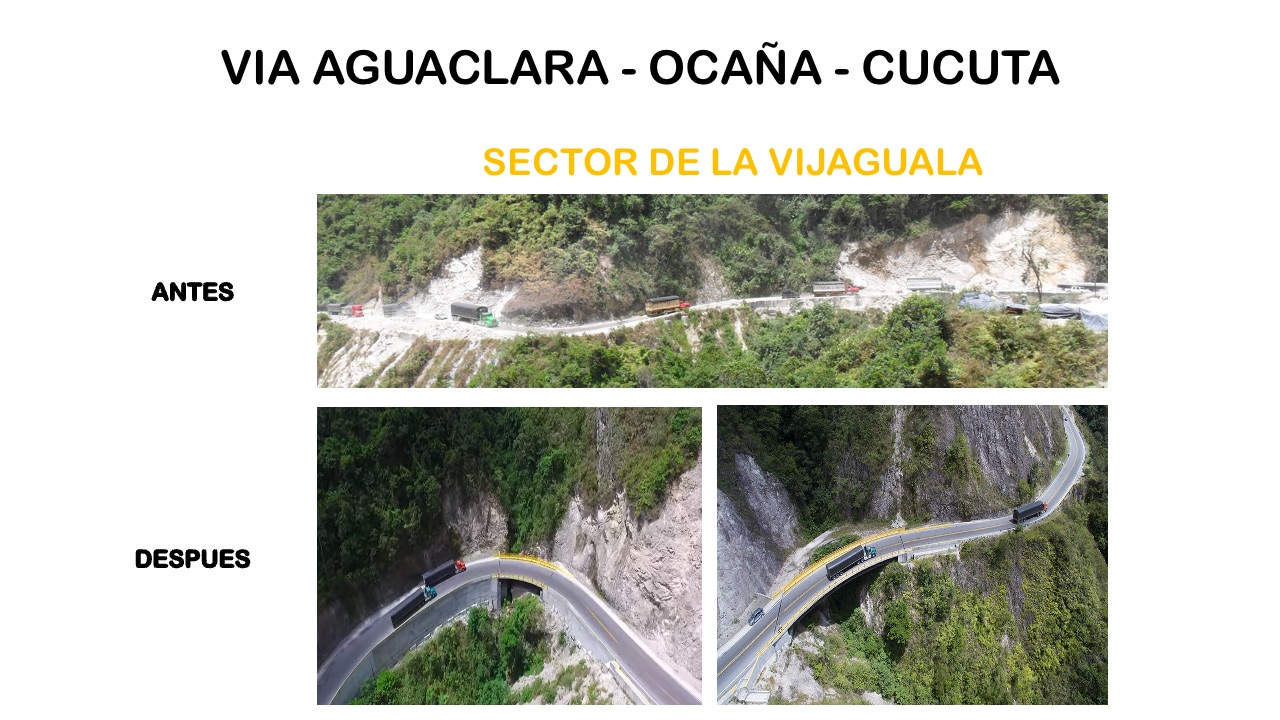

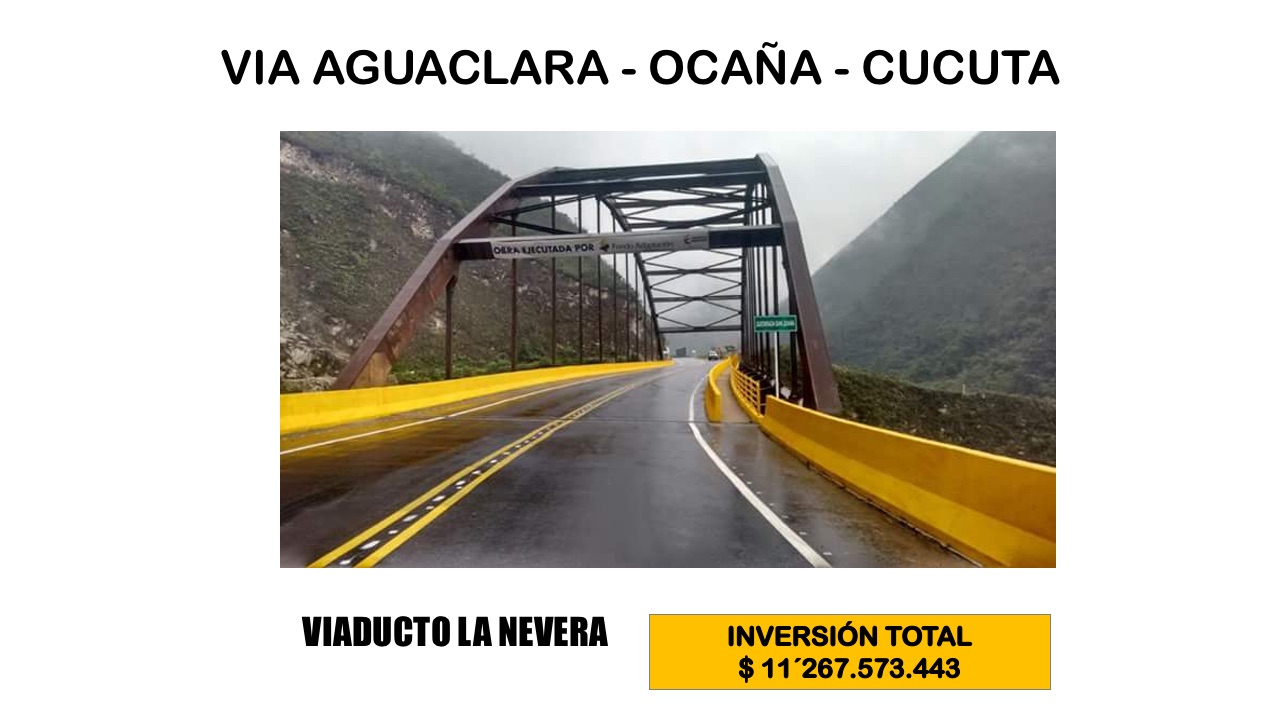

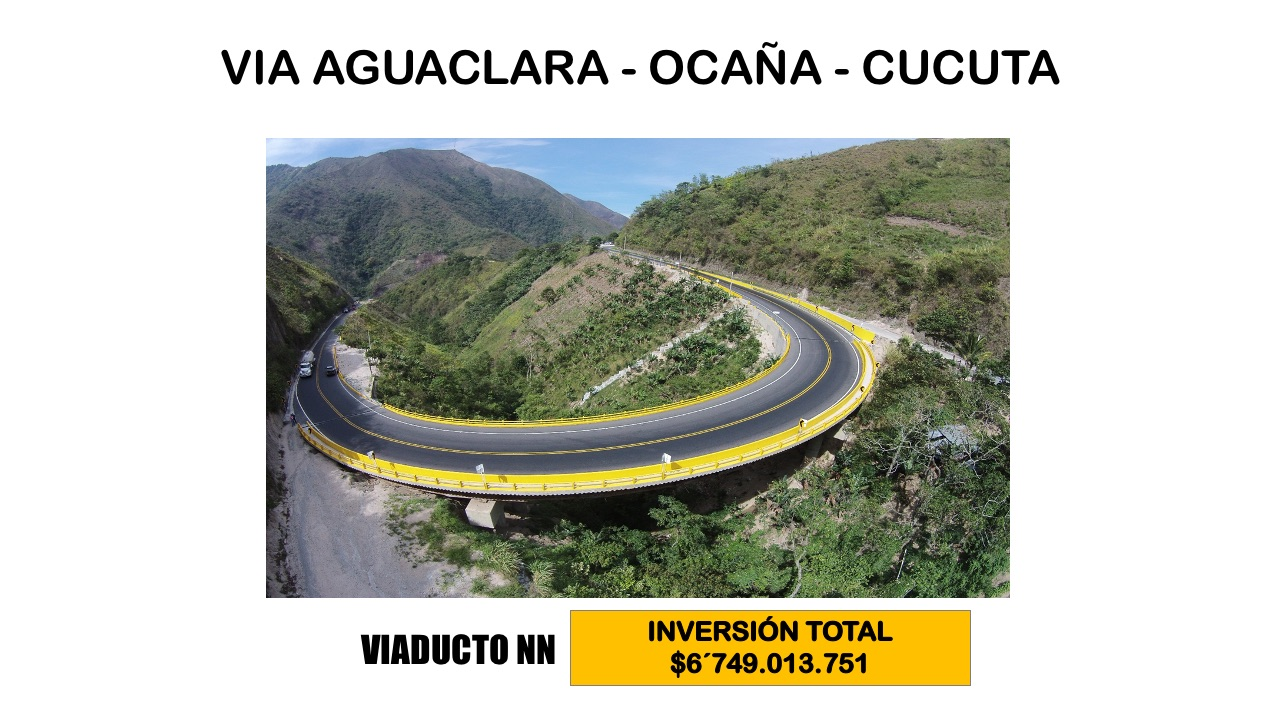

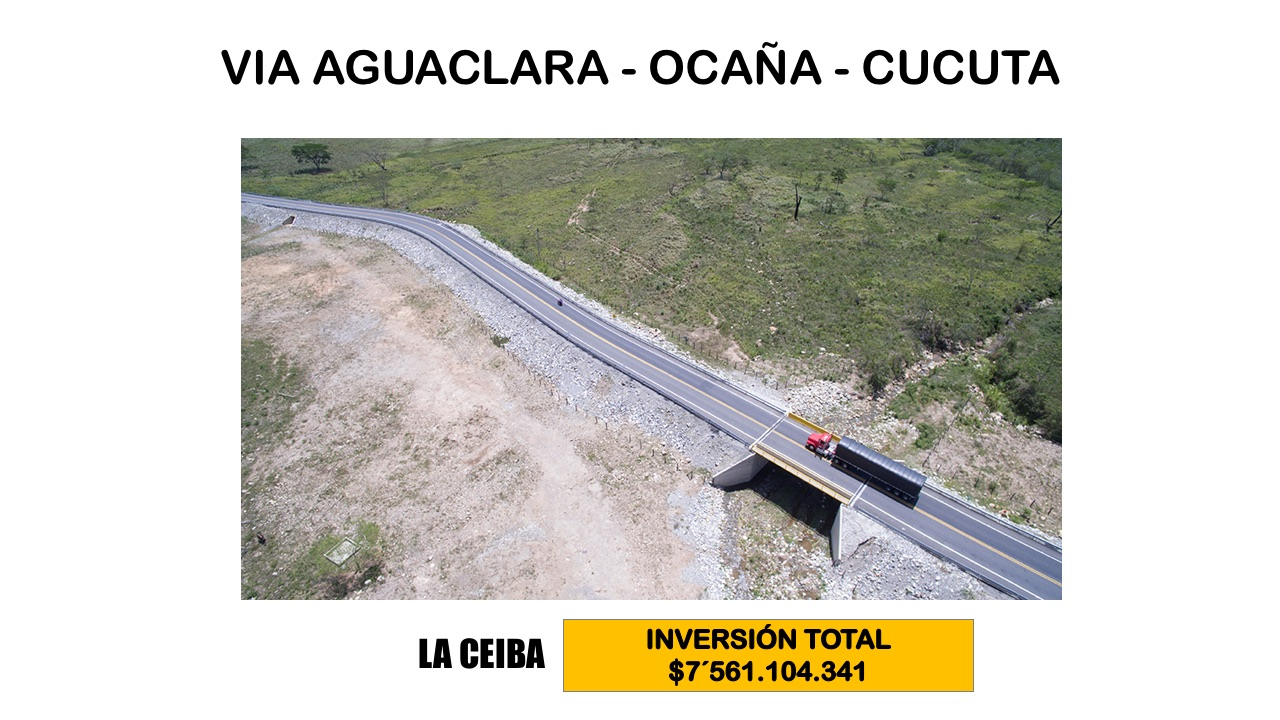

La primera inversión importante que se logró con el objeto de pavimentar, reconstruir y repavimentar la vía fue a través del Programa de Infraestructura Vial para el Desarrollo Regional, Plan 2500.
Viaductos la Batea, La Curva, La Vijuaguala, La nevera, NN, La Ceiba, Pavimentación, atención de emergencias, carril de adelantamiento y viaductos en el sector Ocaña-Agua Clara, actualmente se construye el puente Mariano Ospina. 
Estas son las obras más importantes que sean realizado en la vía Cúcuta - Ocaña entre los años 2012 a 2016, por un valor superior a los 200 mil millones de pesos, que han permitido disminuir el tiempo de recorrido, mejorar la transitabilidad y disminuir considerablemente los riesgos de accidentes en la vía. Estas inversiones han sido fundamentales para los sectores del carbón, coque, la arcilla, la cerámica y la palma, porque del estado de la vía dependen los costos del transporte, la posibilidad de eliminar centros de acopio y despachar directamente desde el acopio de boca de mina.
Otra inversión que se resalta es la rehabilitación del tramo Sardinata - El Zulia, con la intervención del sector la Ceiba, donde la avalancha del 2010 dejó incomunicado esta zona del departamento.
La proyección es lograr que esta vía se construya dentro de las Concesiones de 5G, de tal forma que se logre construir las variantes en los municipios de El Zulia, Abrego y Ocaña, como el túnel en los sectores de El Tarrita y la Curva.
- Vía Cúcuta Pamplona
Video Autopista 4G Cúcuta - Pamplona
El proyecto Doble Calzada Pamplona - Cúcuta tiene como objetivo principal mejorar la conexión vial entre la Ciudad de Pamplona y la Ciudad de Cúcuta e interconectarla con la vía Bucaramanga - Pamplona, con el fin de interconectar el centro del país con la zona fronteriza nororiental.
La vía de la concesión “Pamplona - Cúcuta”, tienen una longitud total estimada origen destino de 62 kilómetros.

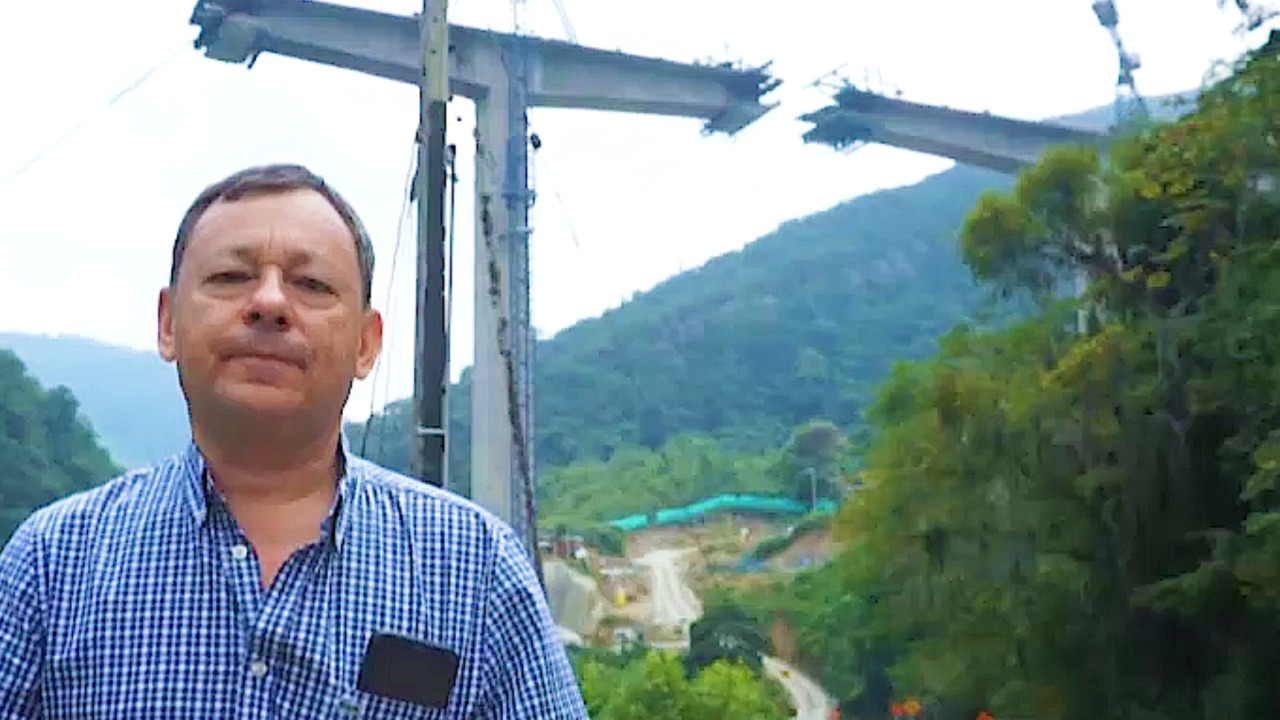
Vía Cúcuta - Pamplona

Las obras de alta ingeniería objeto de esta concesión consisten en:
- Rehabilitación y mantenimiento de la vía existente.
- Construcción de una segunda calzada entre Pamplona y Pamplonita, entre Pamplonita y el K45+000 (PR 84+286 de la Ruta 5505 aproximadamente), entre el K40+000 (PR 90+020 de la Ruta 5505 aproximadamente) y El Diamante, y entre El Diamante y Los Acacios.
- Construcción en calzada sencilla de la Variante de Pamplona, la cual conectará la vía Pamplona - Cúcuta con la vía Bucaramanga - Pamplona.

Video Variante de Pamplona
- Vía Pamplona – Bucaramanga
Video vía Bucaramanga - Pamplona
Este proyecto genera una interconexión vial entre la ciudad de Bucaramanga con la ciudad de Pamplona y a su vez con las concesiones viales Barbosa – Bucaramanga y Pamplona – Cúcuta.
La vía objeto de la concesión “Bucaramanga - Pamplona”, tiene una longitud total estimada origen destino de 133.1 kilómetros aproximadamente, incluyendo una variante por el costado oriental de las ciudades de Bucaramanga y Floridablanca. Esta concesión al año 2022 tiene una baja ejecución y no está definido su cierre financiero.

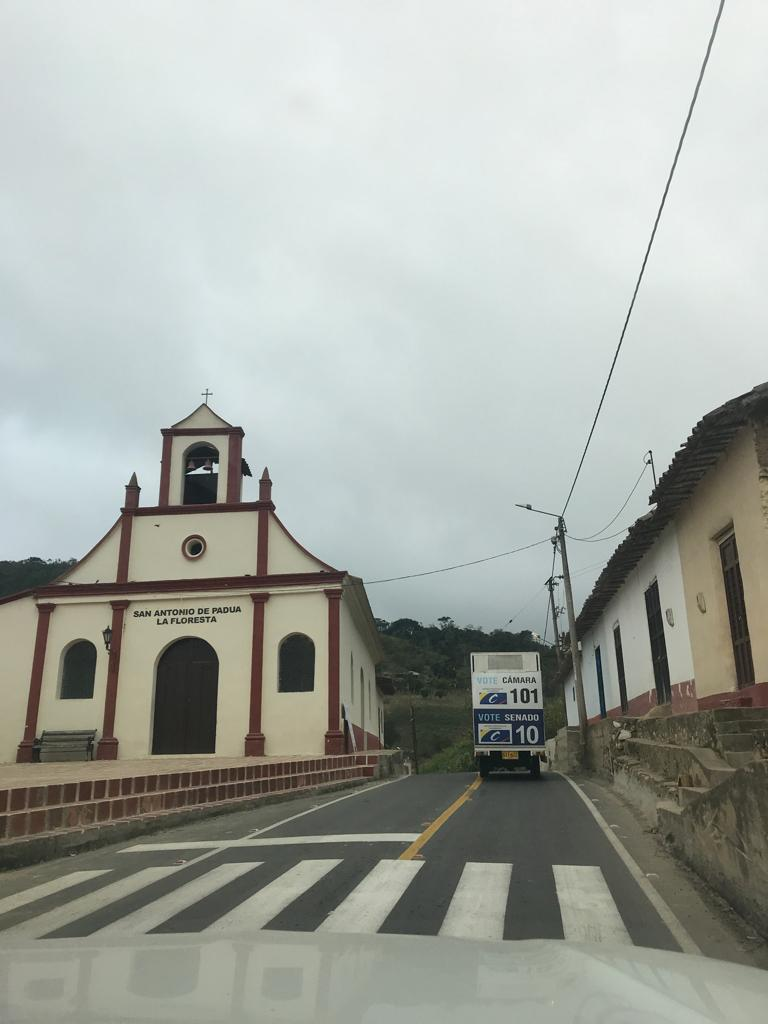
Vía Ocaña - Convención

- La vía Ocaña - Convención - El Tarra - Tibú conocida como la transversal del Catatumbo, corresponde a una vía departamental, que conecta la región nororiental del Norte de Santander, en límites con Venezuela, con la Troncal del Magdalena y, por medio de esta, con el centro del país y los puertos del Caribe; La Troncal Central del Norte conecta la capital del país con la frontera con Venezuela por Norte de Santander y la Vía de la Soberanía, que hace parte del corredor Tribugá - Arauca en el sector que transcurre entre Norte de Santander, Boyacá y Arauca. Conecta los siguientes municipios: Pamplona, Labateca, Toledo (Norte de Santander), Cubará (Boyacá) y Saravena (Arauca). Estos proyectos están incluidos en el programa Vías para la Legalidad y la Reactivación, Visión 2030, con esto quedan asegurados los recursos hasta el año 2030 para construcción, mejoramiento y mantenimiento de estos corredores viales, y se busca consolidar la infraestructura vial eficiente que impacte la productividad del país, permita afianzar la presencia del Estado en zonas en donde existen dinámicas de ilegalidad y que contribuya a la reactivación económica nacional.
Con esto se cristaliza un sueño histórico de los habitantes de Convención, de tener la vía que los conecta al municipio de Ocaña pavimentada, además que beneficia a los habitantes de los municipios de Teorama, San Calixto, El Tarra y El Carmen.
- Vía Astilleros – Tibú - La Gabarra, se han realizado importantes inversiones a través de Invias, Gobernación, Ocad-Paz y Obras por Impuestos.
- Vías Secundarias, Kilómetros de vías secundarias 1398
- Vías Terciarias, Kilómetros de red terciaria 4056,7
c. Modo Fluvial, El Río Magdalena es la principal artería fluvial para el desarrollo económico y para movilizar carga y pasajeros en nuestro país.
Comparativamente, el modo de transporte fluvial es el que tiene la mayor capacidad para movilizar carga por unidad de fuerza respecto a los modos, aéreo, carretero y férreo. Así, por ejemplo, si se contara con una unidad de fuerza de 1HP, el transporte fluvial tendría una capacidad de movilización de 1.000 kg., mientras que el ferrocarril movilizaría 500 kg. y una tractomula convencional tan solo 150 kg. utilizando la misma unidad de fuerza.
Lo anterior convierte al modo de transporte fluvial en el modo de transporte con mayor capacidad y por ende con los menores costos de transporte.
El principal objetivo es impulsar la nevegabilidad del Río Magdalena y la integración de este corredor fluvial como un corredor logístico intermodal, bajo esquemas óptimos de navegabilidad y seguridad, dadas las previsiones de incremento de transporte de carga nacional y de comercio exterior. Impulsarlo bajo un esquema de Asociación Público Privada –APP- de conformidad con los requisitos y procedimientos contemplados en la Ley 1508 de 2012 y sus decretos reglamentarios, que logre hacer un traslado eficiente de los riesgos buscando maximizar el río como una gran arteria de transporte. Para Norte de Santander sería de gran importancia al permitir su conexión en el Puerto Capulco a través de la vía Cúcuta - Ocaña - Agua Clara - Gamarra.
d. Modo Férreo, La reactivación del ferrocarril traería ventajas para la movilización de carga de industria pesada y de alto volumen, desde los centros de producción hacia los puertos marítimos ubicados en los océanos Atlántico y Pacífico.
Plan Maestro Ferroviario https://colaboracion.dnp.gov.co/CDT/Prensa/Plan-Maestro-Ferroviario.pdf
Con la Alianza Logística Regional de Norte de Santander, Pronorco, Colfercar, Ministerio de Transporte se ha impulsado el Plan de Operación del Tren entre Gamarra (Cesar) y Sociedad Portuaria Río Córdoba en Ciénaga (Magdalena), el propósito es movilizar la carga de Norte de Santander especialmente de Carbón y conectarla con los puertos de Caribe, a través de la conexión vial Cúcuta - Ocaña - Gamarra.
Video Prueba transporte Férrero desde Gamarra

## Tecnologías de la información y la comunicación
La regulación legal de las Tecnologías de la Información y las Comunicaciones constituye un pilar imprescindible para la consolidación de la sociedad de la información y del conocimiento, con el propósito de contribuir a la profundización de la democracia y al fortalecimiento de las instituciones y dar un salto en materia económica, política, social y cultural.
Una vez asumió Ciro Rodríguez Pinzón como Representante a la Cámara y miembro de la Comisión VI (que tiene bajo su responsabilidad el sector de las comunicaciones) en el año 2006, se propuso revisar el estado del régimen jurídico del sector y preparar los cambios institucionales y de mercado necesarios que hicieran frente a los desafíos de los nuevos avances tecnológicos, especialmente la digitalización, computarización y convergencia tecnológica. Asimismo, de fortalecer el enfoque de la política pública orientada a promover la masificación de las TIC en todos los ámbitos sociales, geográficos y económicos.
Desde el cambio de la década de los noventa y de la liberación y la privatización del monopolio público de telecomunicaciones, justificado en la doctrina del monopolio natural basado en la provisión del servicio de telefonía fija, sustentado en el Decreto 1900 de 1990, no se había realizado ningún desarrollo en el marco legal de las telecomunicaciones en nuestro país.
La importancia de impulsar el uso eficiente de las Tecnologías de la Información y las Comunicaciones se debe a que son la herramienta indispensable para utilizar eficientemente la información, lo cual permite desarrollar una sociedad basada en el conocimiento, factor clave para el desarrollo de una sociedad.
Para impulsar el país hacia la nueva economía y a la inclusión social, se necesita impulsar aspectos como la infraestructura computacional, que mide la capacidad de un país para recibir, manipular y transmitir información digital a través de internet y de computadores personales.
La densidad de computadores por cada mil habitantes (al año 2000 por debajo de 50 computadores/mil habitantes), el número de conexiones a Internet per cápita (al año 2000 0,54 conexiones/mil habitantes), igualmente el número de computadores adquiridos por el gobierno, comercio y para la educación son precarios; la Infraestructura de Información mide la capacidad de recibir y enviar información en formatos de voz, texto y video, se observan unos mejores indicadores en materia de acceso de los servicios de telefonía, radio y televisión; y en Infraestructura Social, que mide la capacidad que tengan los ciudadanos de aprovechar las tecnologías de la información y la comunicación, siendo la educación clave para crear, adaptar y divulgar los conocimientos.
Este escenario pone de manifiesto la importancia de aumentar la penetración de computadores, masificar el uso de Internet y mejorar la cobertura y calidad de la educación en nuestro país.
Por lo tanto, se hace necesario transformar el sector de telecomunicaciones al sector de tecnologías de la información y las comunicaciones, tarea que asumió siendo presidente de la Comisión VI, después de un trabajo legislativo de casi dos años, con concertación con el gobierno y los agentes del sector, el 30 de julio de 2009 de sancionó la Ley 1341 o Ley de Tecnologías de la Información y las Comunicaciones.
La Ley TIC promueve el acceso, uso y apropiación de las tecnologías de la información y las comunicaciones, el despliegue y uso eficiente de la infraestructura, el desarrollo de contenidos y aplicaciones, la protección de los usuarios, la formación de talento humano en estas tecnologías; elementos fundamentales para consolidar la sociedad de la información y del conocimiento, y la maximización del bienestar social en nuestro país.
Por primera vez se desarrolla normativamente el régimen jurídico del espectro radioeléctrico contemplado en nuestra constitución, entendiendo su importancia en el desarrollo del sector TIC.
Para el año 2006, Colombia se encontraba en una posición media – baja a nivel internacional, con respecto a la implementación y el aprovechamiento de las TIC. Los programas sociales existentes hacia el año 2006 Compartel, Agenda de Conectividad y Computadores para educar, no alcanzaban a impactar significativamente las regiones, especialmente regiones como Norte de Santander.
El ingeniero Ciro Rodríguez Pinzón se ha propuesto propuesto construir el municipio de Ocaña en un polo de nuestro país en formación, investigación e innovación en Tecnologías de la información y las comunicaciones.
Según datos revelados por el Departamento Administrativo Nacional de Estadística (DANE) La cobertura de internet en Norte de Santander, en 2021, llegó al 63,4% de los hogares, 2,9% por encima del promedio nacional, que fue del 60,5%. En la zona urbana del país, esta cifra fue del 70%, mientras que en la rural, de 28,8%. 
La región ocupó el octavo lugar de la tabla, la cual lideraron Bogotá, Valle del Cauca y Risaralda, con 81,5%; 79,05% y 72,8%, respectivamente.
La proporción de familias con tenencia de computador (de escritorio, portátil o tableta) fue de 37,9%; el 16,6% para computador de escritorio, 27,5% para portátil y 5,9% para tableta.
El 89,5% aseguró tener en casa al menos un televisor. El 39,2%, lo usó mediante señal abierta; 45,1% con cable; 8,1% vía satelital y 0,3% con internet protocol.
En 2021, quienes usaron internet para comprar productos y servicios fue el 19,6%.
Entre los hogares que no tuvieron conexión a internet durante 2021, 48,6% aseguró que es muy costoso; 23,1% lo consideró innecesario; 11,1% no tienen cobertura en su zona; el 8,5% no sabe usarlo; el 6,2% no cuenta con un dispositivo para conectarse y el 2,5% indicó que tiene acceso suficiente desde otros lugares sin costo.
INCLUSIÓN DIGITAL COMO DERECHO FUNDAMENTAL
El Partido Conservador presentó al Congreso de la República el Acto Legislativo No.039 de 2018 Cámara “Por el cual se modifica el Artículo 20 de la Constitución Política y se establece la Inclusión Digital como un derecho fundamental”.
El gobierno nacional a través del Ministerio de las Tecnologías de la Información y las Comunicaciones se propone conectar a todos los Colombianos y conectarlos bien, para impulsar tal iniciativa, el gobierno propone el Proyecto de Ley de Modernización del Sector TIC, cuyo objetivo es cerrar la brecha digital. Para que esta política tenga continuidad y que la responsabilidad sea de todo el Estado, es fundamental avanzar en el propósito de este Acto Legislativo.
Estamos en un momento de disrupción social y económica en que el papel de la tecnología adquiere un papel cada vez más importante. En un ciclo de innovación que transformará nuestras vidas en algo que no alcanzamos a imaginar, en donde innovaciones que parecían ciencia ficción hoy son una realidad como la inteligencia artificial, la automatización, la robótica, la realidad aumentada, la impresión 3D, la nube, el Big Data, la economía colaborativa, el internet de las cosas y la conectividad de las personas y las cosas.
La Inclusión digital significa el empoderamiento de las personas a través de las Tecnologías de la Información y las Comunicaciones (TIC). Las TIC han impulsado un nuevo orden social enmarcado dentro de la transición de la Sociedad de la Información a la Sociedad del Conocimiento que hoy llamamos la cuarta revolución industrial, el Banco Mundial predice que será la encargada de realizar las grandes transformaciones técnicas, sociales, económicas y políticas durante los próximos veinte años, donde el 2018 es el año cero.
La base de la digitalización continúa siendo las infraestructuras, particularmente los planes de banda ancha y las tecnologías necesarias para el desarrollo de Internet, como su apropiación y su uso.
La digitalización está impulsando una transformación de la economía, la producción, la educación y la salud. La digitalización es fundamental para el logro de los 17 objetivos de desarrollo sostenible (ODS).
La alta brecha digital que existe en nuestro país, puede convertirse en un abismo y generar nuevas formas de discriminación entre los que tienen acceso y no a las Tecnologías de la Información y las Comunicaciones, convirtiéndose en una nueva forma de agravar las desigualdades sociales. Por lo tanto, la Inclusión Digital como forma de inserción social imprescindible para el crecimiento de cualquier sociedad reclama una acción del Estado para que los ciudadanos puedan acceder a ellas.
La imperiosa necesidad de llevar a cabo una Inclusión Digital que permita generar igualdad de oportunidades, garantizar derechos y libertades políticas, y mejorar la calidad de vida de los ciudadanos, unida a las ventajas económicas, motiva la elección de una intervención estatal para el reconocimiento de la Inclusión Digital como un derecho fundamental, entendido este según Ferrajoli como aquellos derechos subjetivos que corresponden universalmente a todos los seres humanos en cuanto dotados del estatus de personas, ciudadanos con capacidad de obrar.
Debido a las gestiones del ingeniero Ciro Rodríguez Pinzón, se han llevado a cabo proyectos que surgen con el objetivo de instalar y operar centros de acceso comunitario a Internet en zonas vulnerables de cabeceras municipales de Norte de Santander, permitiéndoles acceder a Internet, entretenerse, hacer trámites y servicios en línea, y capacitarse en contenidos como alfabetización digital básica, ofimática, redes sociales para el emprendimiento, educación virtual y desarrollo de contenidos digitales. 
Los derechos fundamentales están en continua evolución garantizando un equilibrio entre las instituciones y los ciudadanos. Nuevas condiciones como la transición de la Sociedad de la Información a la Sociedad del Conocimiento, son expresión de un nuevo contexto en el que surgen nuevas necesidades humanas y donde estas exigen nuevos derechos que garanticen el acceso universal a formas más avanzadas de ciudadanía y civilidad, de libertad y de calidad de vida.
La posibilidad de aceptar nuevas necesidades históricas que impliquen el surgimiento de nuevos derechos, permitiría que la Inclusión Digital sea considerada como un nuevo derecho en concordancia con lo señalado por Norberto Bobbio, que considera los derechos humanos como una clase variable y Robert Alexy que considera necesario la redefinición de los nuevos catálogos de derechos fundamentales.
La Organización de Naciones Unidas (ONU), ha insistido en la necesidad de reconocer el acceso a las TIC como una necesidad que requiere atención por parte de los Estados y por lo cual deben garantizar la Inclusión Digital a todos los habitantes del territorio nacional.
El reconocimiento de la Inclusión Digital como nuevo derecho es, sin duda alguna, un progreso jurídico en el campo de los derechos humanos que facilita su publicidad y valoración por parte de la sociedad y el Estado.
Las TIC se caracterizan por haber penetrado una infinidad de campos de la vida humana y ofrecen ventajas ostensibles a quienes acceden a ellas, por lo tanto se genera una desventaja para quienes no estén incluidos digitalmente. Ante esta realidad, nuestra sociedad estaría lejos de ser justa, libre y democrática sino garantiza la Inclusión Digital a todos los habitantes del territorio nacional e impediría que Colombia efectivamente sea república democrática, participativa y pluralista.
Tanto en la Sentencia T-406/92 y T-760/08 la Corte Constitucional, resuelve los temores que se pueden presentar al reconocer un derecho fundamental, como son la incapacidad de los gobiernos para responder a las demandas sociales por la cristalización de la Inclusión Digital a todos los habitantes del territorio nacional y termine convirtiéndose en una frustración más de la sociedad. La Corte ha señalado algunos criterios para identificar los derechos fundamentales y ha dicho que la garantía de un derecho fundamental de carácter prestacional, que tiene una estrecha relación con la dignidad humana, le exige a los gobiernos que tengan efectivamente una política pública con metas claras y realizables. y que tengan la finalidad de  garantizar el goce efectivo del derecho. Y dice  que el Juez puede convertirse en un instrumento de presión frente al Legislador, de tal manera que este, sino desea ver su espacio de decisión invadido por otros órganos, adopte las responsabilidades de desarrollo legal que le corresponden y expida las normas del caso.
La Inclusión Digital cumple los criterios exigidos por la doctrina y la jurisprudencia constitucional colombiana para ser considerado como derecho fundamental, además de las ventajas que tendría cualquier Estado al garantizar el derecho a la Inclusión Digital, para impulsar el desarrollo socioeconómico y cultural. Por eso la importancia de consagrarlo positivamente en nuestro ordenamiento jurídico y así garantizarlo mediante mecanismos de garantía efectivos.